# BMI Student Composer Awards
Die BMI Student Composer Awards sind ein Musikwettbewerb für junge klassische Komponisten. Sie wurden 1951 ins Leben gerufen und entwickelten sich zu einem der renommiertesten Wettbewerbe für Nachwuchskomponisten in der Westlichen Welt. Finanziert werden sie durch die US-amerikanische Verwertungsgesellschaft Broadcast Music Incorporated (BMI). Im Beratungsgremium für Komposition sind derzeit John Adams, Del Bryant, Elliott Carter, George Crumb, Susan Feder, Ralph Jackson, Lalo Schifrin, Gunther Schuller und Joseph Schwantner vertreten. Vorsitzende ist die Komponistin und Pianistin Ellen Taaffe Zwilich. Bewerber müssen eine westliche Staatsangehörigkeit besitzen und in einem Konservatorium immatrikuliert sein. Die Altersgrenze ist 28 Jahre. Zu den Preisträgern gehören: John Adams, William Bolcom, Sidney Corbett, George Crumb, Mario Davidovsky, Eric Ewazen, Aaron Jay Kernis, Stefan Lano, David Macdonald, William Thomas McKinley, John Mills-Cockell, Lowell Liebermann, Tobias Picker, Christopher Rouse, Anton Rovner, Joseph Schwantner und Charles Wuorinen.